# Konstantin Rusakow
Konstantin Wiktorowicz Rusakow (ros. Константи́н Ви́кторович Русако́в, ur. 18 grudnia?/31 grudnia 1909 w Toropcu, zm. 29 grudnia 1993 w Moskwie) – radziecki polityk, dyplomata, członek KC KPZR (1971–1986), sekretarz KC KPZR (1977–1986), Bohater Pracy Socjalistycznej (1979).

## Życiorys
W 1930 ukończył Leningradzki Instytut Politechniczny im. Kalinina, po czym pracował jako inżynier projektant, m.in. w Ludowym Komisariacie Przemysłu Ciężkiego ZSRR. W latach 1933–1939 główny inżynier budownictwa Kombinatu Mięsnego w Leningradzie, szef i główny inżynier Kombinatu Mięsnego i Fabryki Paszy w Irkucku, 1939–1946 pracował w Ludowym Komisariacie Przemysłu Rybnego ZSRR, 1946–1948 zastępca ministra przemysłu rybnego zachodnich rejonów ZSRR, 1948–1950 zastępca ministra przemysłu rybnego ZSRR, a od 6 lutego 1950 do 20 lutego 1952 minister przemysłu rybnego ZSRR. W latach 1952–1953 ponownie zastępca ministra przemysłu rybnego ZSRR, 1953-1954 kierownik Wydziału Zarządzania Sprawami Rady Ministrów ZSRR, 1955–1956 ponownie zastępca ministra, a 1956-1957 I zastępca ministra przemysłu rybnego ZSRR. W latach 1958–1960 doradca Ambasady ZSRR w Polsce, 1960-1962 w aparacie KC KPZR, od 14 lutego 1962 do 21 listopada 1963 ambasador nadzwyczajny i pełnomocny ZSRR w Mongolii. Od 1964 zastępca, potem I zastępca kierownika, a 1968-1972 kierownik Wydziału KC KPZR ds. Kontaktów z Partiami Komunistycznymi Robotniczymi Krajów Socjalistycznych. Od 8 kwietnia 1966 do 30 marca 1971 członek Centralnej Komisji Rewizyjnej KPZR, od 9 kwietnia 1971 do 25 lutego 1986 członek KC KPZR, od 1972 do 24 maja 1977 pomocnik sekretarza generalnego KC KPZR Leonida Breżniewa. Od 24 maja 1977 do 25 lutego 1986 sekretarz KC KPZR, od maja 1977 do lutego 1986 ponownie kierownik Wydziału KC KPZR ds. Kontaktów z Partiami Komunistycznymi i Robotniczymi Krajów Socjalistycznych, od lutego 1986 na emeryturze. Deputowany do Rady Najwyższej ZSRR od 8 do 11 kadencji. Pochowany na cmentarzu Dońskim.

## Odznaczenia
- Medal Sierp i Młot Bohatera Pracy Socjalistycznej (29 grudnia 1979)
- Order Lenina (trzykrotnie)
- Order Znak Honoru (dwukrotnie)
- Order Georgi Dimitrowa (Ludowa Republika Bułgarii, 30 października 1979)
- Order Zwycięskiego Lutowego (Czechosłowacka Republika Socjalistyczna)
- Krzyż Komandorski z Gwiazdą Orderu Zasług PRL nadany 13 lutego 1980 przez Edwarda Gierka

I medale.